# Georgianna Offutt
Georgianna K. Offutt (21 de agosto de 1868 – 1949) foi uma podóloga americana, clubwoman e sufragista, e a primeira vice-presidente da Alameda County League of Colored Women Voters.
Offutt foi uma pedicura praticante na área de Los Angeles por vinte e cinco anos. Ela foi a presidente do Clube Sojourner Truth local e, juntamente com Emma Lou Sayers e Dr. Vada J. Somerville, ajudou a criar um programa de educação eleitoral para eleitores negros. Ela enfrentou preconceito nos círculos médicos e falou abertamente sobre essas dificuldades; escreveu um artigo de jornal para o California Eagle intitulado "Mulher Negra no Mundo Médico", dando depoimentos sobre o mau tratamento que ela e outras mulheres negras receberam.

## Biografia
Offutt nasceu em St. Louis, Missouri. Frequentou a Lincoln University em Jefferson City, e depois o College of Chiropody em San Francisco, Califórnia, onde recebeu um doutoramento em Quiropodia Ortopédica e Cirúrgica em 1922. Ela casou-se com Roddum Kenner em 1890; ele morreu em 1893, momento após o qual mudou-se para a Califórnia. Eles tiveram um filho, Byron. Em 1897 casou-se com Boone Offutt; ele morreu em 1935. Eles tiveram uma filha, Ruby, em 1900.